# Fredrik André Bjørkan
Fredrik André Bjørkan, né le 21 août 1998 à Bodø en Norvège, est un footballeur international norvégien qui joue au poste d'arrière gauche au FK Bodø/Glimt.

## Biographie

### FK Bodø/Glimt
Natif de Bodø en Norvège, Fredrik André Bjørkan est formé par le club de sa ville natale, le FK Bodø/Glimt. Il fait sa première apparition en professionnel alors qu'il n'a que 17 ans, le 13 avril 2016, en Coupe de Norvège, face à l'IF Fløya. Il est titularisé lors de cette nette victoire de son équipe par six à zéro. Le 17 avril suivant, il joue son premier match en Eliteserien, face au Molde FK. Son équipe s'incline sur le score de deux buts à un ce jour-là. Cette année-là son équipe termine 15e (sur 16) et est relégué en deuxième division norvégienne.
Bjørkan évolue donc en deuxième division en 2017, l'occasion pour lui de marquer son premier but en professionnel, le 22 octobre 2017 lors de la victoire de son équipe face au FK Jerv (1-4). Il participe à quelques matchs et le FK Bodø/Glimt est sacré champion à l'issue de la saison, retrouvant l'élite un an après l'avoir quitté. Il a un rôle de remplaçant en 2018 et son club parvient à se maintenir en première division en terminant 11e.
Jusque là barré par Emil Jonassen à son poste, Bjørkan gagne une place de titulaire après le départ de Jonassen, lors de la saison 2019, où il joue 29 matchs de championnat. Le 31 décembre 2019 il prolonge son contrat de deux ans, jusqu'en 2021.
Il est sacré champion de Norvège en 2020. Il joue son premier match de Ligue des champions face au Legia Varsovie le 7 juillet 2021 (défaite 2-3).
Il est de nouveau sacré champion de Norvège en 2021.

### Hertha Berlin
Le 1er décembre 2021, Fredrik André Bjørkan s'engage en faveur du Hertha Berlin. Le transfert est effectif au 1er janvier 2022,.

### Feyenoord Rotterdam
Le 29 août 2022, Fredrik André Bjørkan est prêté par le Hertha Berlin au Feyenoord Rotterdam pour une saison avec option d'achat.

### Retour au FK Bodø/Glimt
Après des passages au Hertha Berlin et au Feyenoord Rotterdam où il n'est pas parvenu à s'imposer, Fredrik André Bjørkan fait son retour au FK Bodø/Glimt en janvier 2023. Il signe un contrat courant jusqu'en juillet 2025.

### En sélection
Fredrik André Bjørkan est retenu pour la première fois avec l'équipe de Norvège espoirs en novembre 2018. Il joue son premier match avec cette sélection le 22 mars 2019 face à la Finlande. Ce jour-là, les Norvégiens s'inclinent lourdement au terme d'un match riche en buts (8-3).
En mai 2021, Fredrik André Bjørkan est convoqué pour la première fois avec l'équipe nationale de Norvège. Il honore sa première apparition lors de ce rassemblement, le 6 juin 2021, lors d'un match amical contre la Grèce. Il entre en jeu à la place de Birger Meling lors de ce match perdu par son équipe (1-2 score final),.

## Statistiques

### En club
| Saison                | Club                  | Championnat           | Championnat | Championnat | Coupe(s) nationale(s) | Coupe(s) nationale(s) | Compétition(s) continentale(s) | Compétition(s) continentale(s) | Compétition(s) continentale(s) | Barrages | Barrages | Total | Total |
| Saison                | Club                  | Division              | M.          | B.          | M.                    | B.                    | Comp.                          | M.                             | B.                             | M.       | B.       | M.    | B.    |
| 2016                  | FK Bodø/Glimt         | Tippeligaen           | 9           | 0           | 2                     | 0                     | -                              | -                              | -                              | -        | -        | 11    | 0     |
| 2017                  | FK Bodø/Glimt         | OBOS-ligaen           | 12          | 2           | -                     | -                     | -                              | -                              | -                              | -        | -        | 12    | 2     |
| 2018                  | FK Bodø/Glimt         | Eliteserien           | 13          | 0           | 1                     | 0                     | -                              | -                              | -                              | -        | -        | 14    | 0     |
| 2019                  | FK Bodø/Glimt         | Eliteserien           | 29          | 3           | 1                     | 0                     | -                              | -                              | -                              | -        | -        | 30    | 3     |
| 2020                  | FK Bodø/Glimt         | Eliteserien           | 30          | 1           | -                     | -                     | C3                             | 3                              | 0                              | -        | -        | 33    | 1     |
| 2021                  | FK Bodø/Glimt         | Eliteserien           | 28          | 2           | -                     | -                     | C1+C4                          | 1+7                            | 0+0                            | -        | -        | 36    | 2     |
| Sous-total            | Sous-total            | Sous-total            | 121         | 8           | 4                     | 0                     | -                              | 11                             | 0                              | 0        | 0        | 136   | 8     |
| 2021-2022             | Hertha Berlin         | Bundesliga            | 9           | 0           | 0                     | 0                     | -                              | 0                              | 0                              | 1        | 0        | 10    | 0     |
| Sous-total            | Sous-total            | Sous-total            | 9           | 0           | 0                     | 0                     | -                              | 0                              | 0                              | 1        | 0        | 10    | 0     |
| 2022-2023             | Feyenoord Rotterdam   | Eredivisie            | 1           | 0           | -                     | -                     | C3                             | -                              | -                              | -        | -        | 1     | 0     |
| Sous-total            | Sous-total            | Sous-total            | 1           | 0           | 0                     | 0                     | -                              | 0                              | 0                              | 0        | 0        | 1     | 0     |
| 2022                  | FK Bodø/Glimt         | Eliteserien           | -           | -           | 3                     | 0                     | C3+C4                          | -                              | -                              | -        | -        | 3     | 0     |
| 2023                  | FK Bodø/Glimt         | Eliteserien           | 25          | 1           | 2                     | 0                     | C4                             | 13                             | 0                              | -        | -        | 40    | 1     |
| Sous-total            | Sous-total            | Sous-total            | 25          | 1           | 5                     | 0                     | -                              | 13                             | 0                              | 0        | 0        | 43    | 1     |
| Total sur la carrière | Total sur la carrière | Total sur la carrière | 156         | 9           | 9                     | 0                     | -                              | 24                             | 0                              | 1        | 0        | 190   | 9     |

## Palmarès

### En club
FK Bodø/Glimt
- Champion de Norvège de deuxième division
  - 2017.
- Champion de Norvège
  - 2020, 2021 et 2023